# Euphranta notabilis
Euphranta notabilis är en tvåvingeart som först beskrevs av Wulp 1880.  Euphranta notabilis ingår i släktet Euphranta och familjen borrflugor. Inga underarter finns listade i Catalogue of Life.